# Wehrkirche St. Ursula und St. Gallus

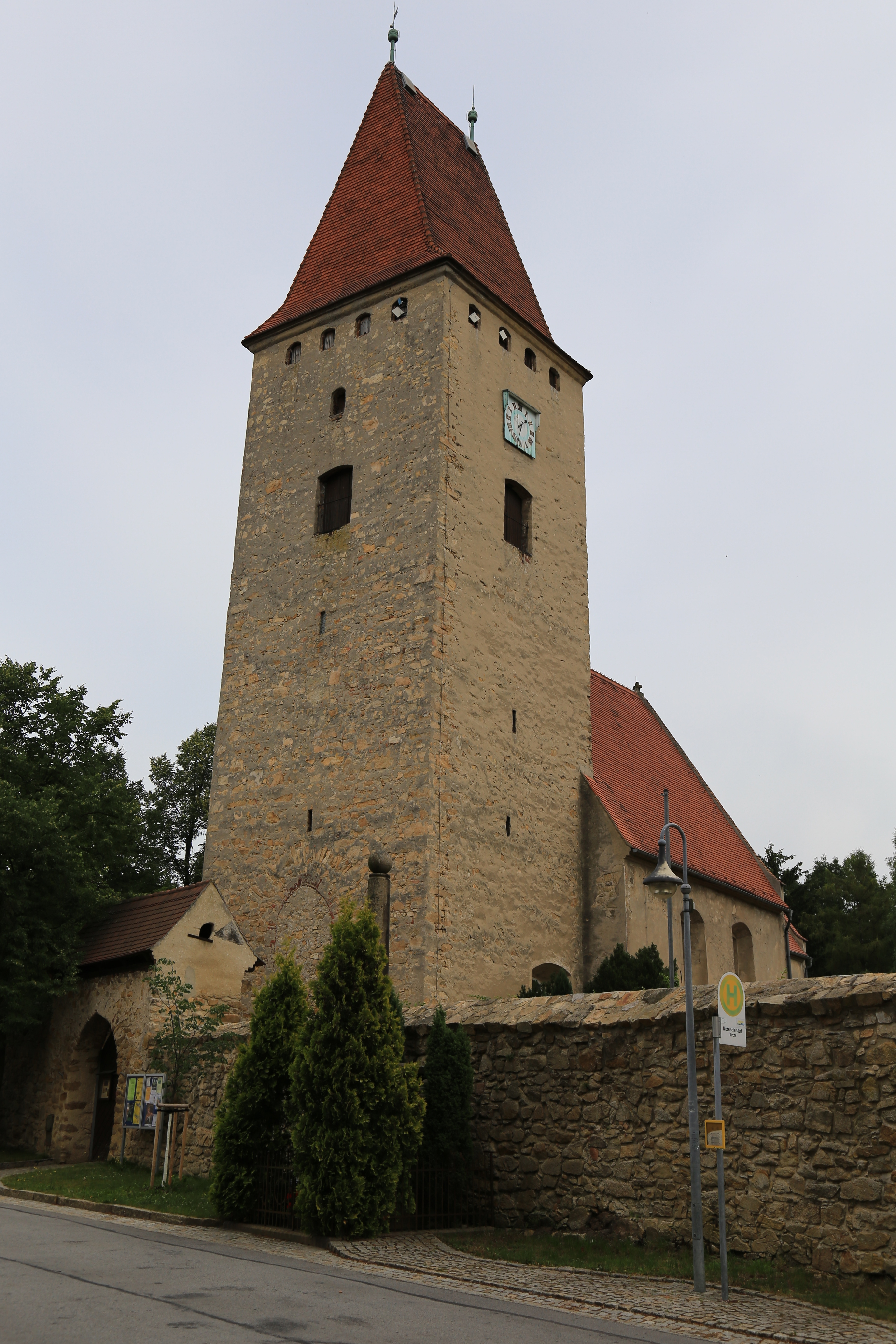
Wehrkirche St. Ursula und St. Gallus in Nieder Seifersdorf (2017)

Die Wehrkirche St. Ursula und St. Gallus (auch Wehrkirche St. Gallus und St. Ursula oder kurz Kirche Nieder Seifersdorf) ist das Kirchengebäude im Ortsteil Nieder Seifersdorf der Gemeinde Waldhufen im Landkreis Görlitz in der sächsischen Oberlausitz. Es gehört der Kirchengemeinde Nieder Seifersdorf im Kirchenkreis Schlesische Oberlausitz, der Teil der Evangelischen Kirche Berlin-Brandenburg-schlesische Oberlausitz ist. Die ehemalige Wehrkirche steht unter Denkmalschutz.

## Architektur und Geschichte

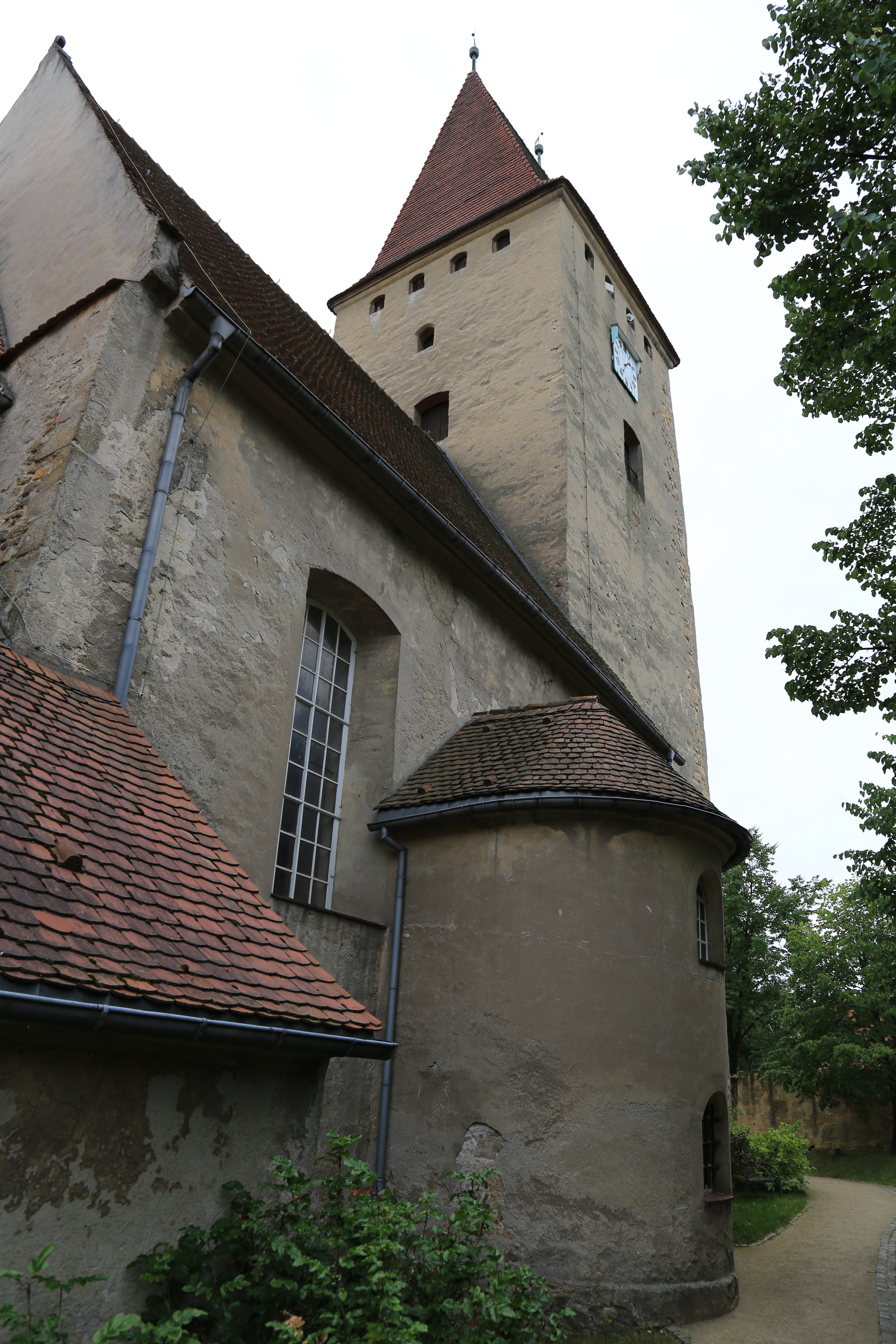
Nördliche Eingangshalle mit Blick zum Turm (2017)

Nach älteren Überlieferungen ließ der Ortsnamenspatron im Jahr 1125 eine Kirche in Nieder Seifersdorf errichten. Die Kirche in ihrer heutigen spätromanischen Form besteht seit dem 13. Jahrhundert und wurde im Jahr 1239 dem heiligen Gallus und der heiligen Ursula geweiht. Umgeben ist die Kirche von einer starken Mauer, sodass sie den Bewohnern von Nieder Seifersdorf zu Kriegszeiten als Wehrkirche diente. Der Bau gilt aufgrund seines weithin sichtbaren 40 Meter hohen Turms als Landmarke. Der Turm wird mit einem steilen, abgewalmten Zeltdach mit zwei Turmkugeln abgeschlossen. Der First ist in Richtung des Kirchenschiffs ausgerichtet. Dieses und der quadratische, eingezogene Altarraum sind mit Satteldächern überzogen. An der Südwand ist eine kleine quadratische Vorhalle angebaut. An der Nordwand befinden sich eine weitere, halbrunde Vorhalle und auf Höhe des Altarraums die Sakristei. Die großen Schiffsfenster sind mit Segmentbögen abgeschlossen.
Der Altarraum verfügt im Innenraum über ein kräftiges Kreuzrippengewölbe und ist mit einem spitzbogigen Triumphbogen vom Rest des Innenraums abgetrennt. Das Innere des Kirchenschiffs ist kreuzgratgewölbt mit im 17. Jahrhundert aufgemalten Gewölberippen. Auf der anderen Seite geht das Schiff über einen weiteren spitzen Bogen in das Turmuntergeschoss über, dessen Decke als Tonnengewölbe ausgeführt ist. Im Norden des Altarraums liegt eine vierfach gestaffelte rundbogige Backsteinpforte zur Sakristei. Der Innenraum der Sakristei ist tonnengewölbt. An den Wänden des Altarraums und des Kirchenschiffs ist eine bedeutende Wandmalerei aus der Spätgotik erhalten, die Mariä Verkündigung, verschiedene Heilige und Szenen aus der Passionsgeschichte zeigt. Diese wird teilweise durch die reich geschnitzten und verzierten Emporen verdeckt.
Durch Kampfhandlungen im Zweiten Weltkrieg wurden das Dach und die Fenster der Kirche zerstört und der Turm schwer beschädigt. In den Jahren 1955 und 1980 wurde die Kirche Nieder Seifersdorf Restaurierungsarbeiten unterzogen. Eine weitere Sanierung erfolgte im Jahr 2008.

## Ausstattung

### Altar, Kanzel, Taufbecken

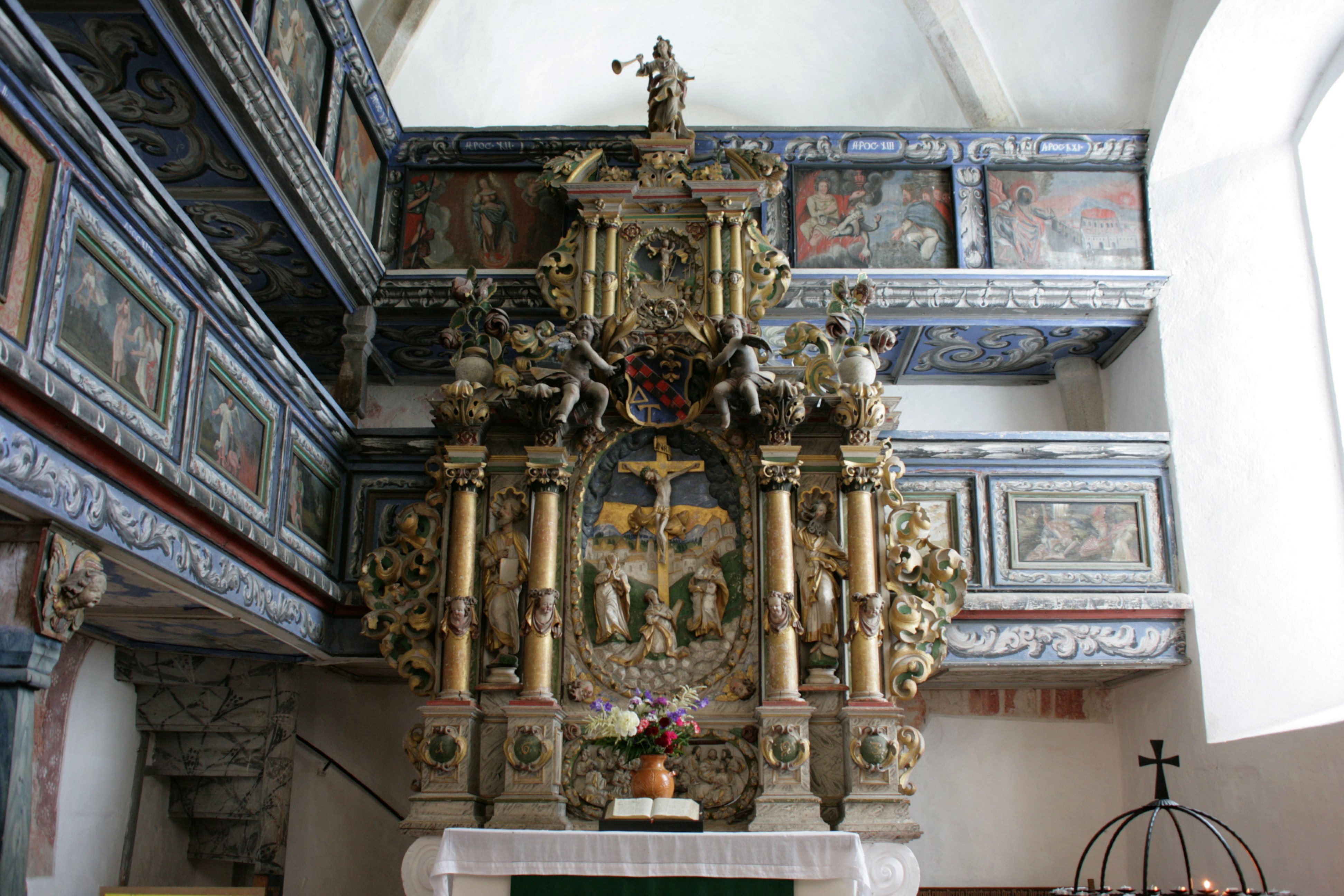
Das geschnitzte Altarretabel (2012)

Die Kirche in Nieder Seifersdorf verfügt über eine reichhaltige und aufwendig gestaltete Ausstattung, die größtenteils aus dem Jahr 1693 stammt. Die umlaufenden Emporen sind an der Nord- und Ostseite zweigeschossig, auf der Westempore steht die Orgel. Die Brüstungsfelder sind mit Darstellungen aus dem Alten und Neuen Testament sowie mit Ornamenten bemalt. Der geschnitzte Altar ist dreigeschossig. Auf der Predella das Abendmahl Jesu aufgemalt, im Hauptfeld des Altarretabels wird die Kreuzigung als Relief dargestellt. Die Kreuzigungsszene wird seitlich mit jeweils zwei Säulen flankiert, dazwischen befinden sich Statuen von Petrus und Paulus. Im Gebälk befindet sich das Wappen der Äbtissin Anna Friedrich des Klosters St. Marienthal, in dessen Besitz sich Nieder Seifersdorf von 1239 bis 1863 befand.
Die im Jahr 1671 gefertigte Kanzel enthält am Kanzelkorb eine gemalte Darstellung der Evangelisten. Das Taufbecken aus Sandstein wird auf das Jahr 1685 datiert und ist mit schlichten Blattornamenten verziert. Der Kronleuchter in der Mitte des Kirchenschiffs ist von 1700. Bis 1954 gehörte noch ein spätgotischer Flügelaltar zur Ausstattung der Wehrkirche, dieser wurde in die im Zweiten Weltkrieg zerstörte Jesus-Christus-Kirche in Zodel umgestellt.

### Orgel

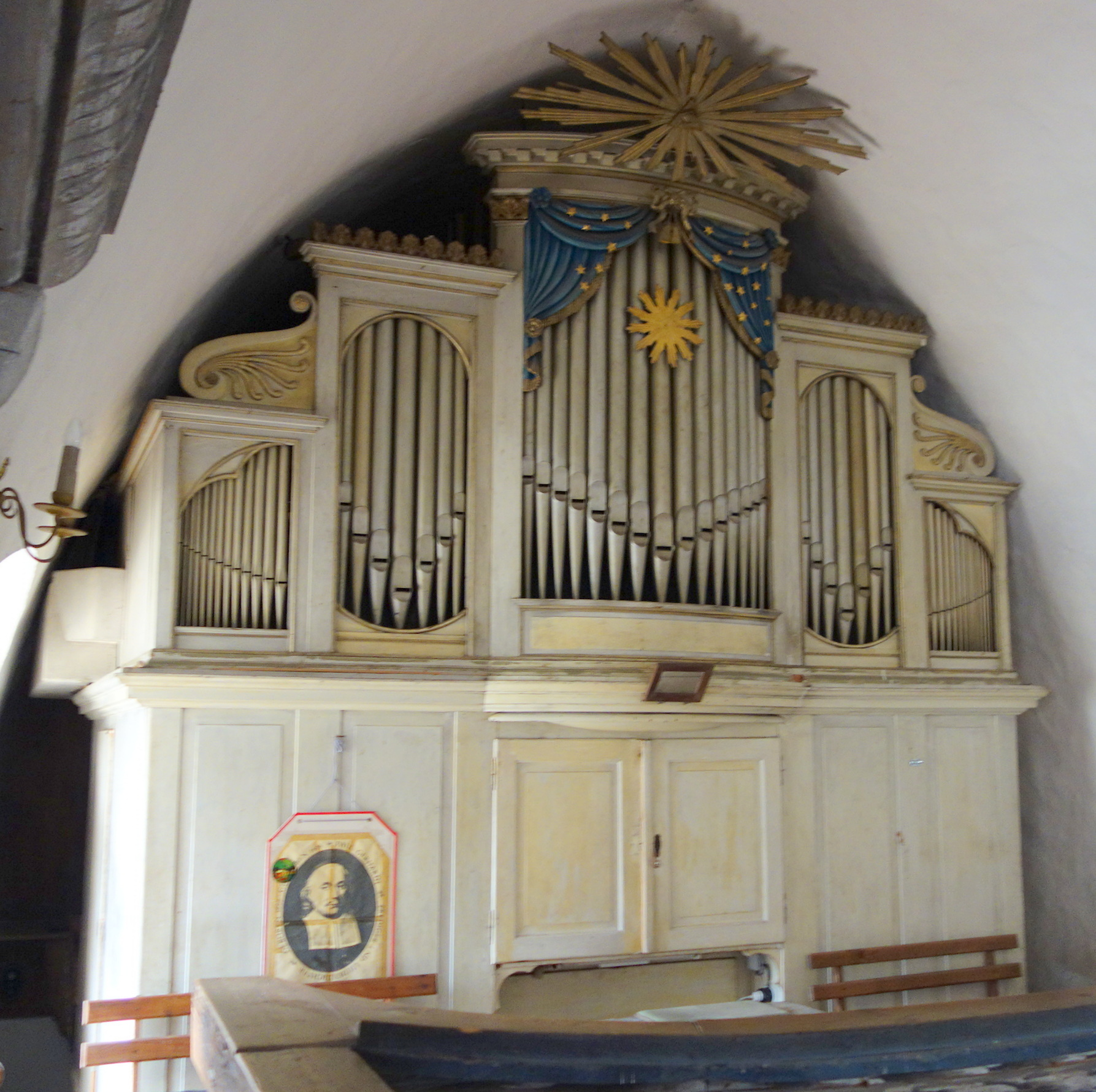
Die Buckow-Orgel auf der Westempore (2015)

Die Orgel der Kirche wurde im Jahr 1841 im romantischen Stil gebaut. Sie wurde von dem Orgelbauer Carl Friedrich Ferdinand Buckow aus Hirschberg gefertigt und am 26. September 1841 mit einem Festgottesdienst eingeweiht. Sie ersetzte ein Instrument aus dem Jahr 1697, das aus Kirchenmitteln als erste Orgel in Nieder Seifersdorf beschafft wurde. Die Orgel basiert auf dem System einer mechanischen Schleiflade und hat auf zwei Manualen 15 Register. 2018 wurde die Orgel durch die Firma Groß aus Waditz restauriert.

## Kirchengemeinde
Bedingt durch die Grundherrschaft durch das Kloster St. Marienthal setzte die Reformation in Nieder Seifersdorf erst verhältnismäßig spät ein. Um 1500 wurde die Parochie durch den Sedes Reichenbach verwaltet. Erst um 1564 wurde Nieder Seifersdorf reformiert und Valentin Laubig als erster evangelischer Pfarrer eingesetzt. Neben dem Pfarrdorf Nieder Seifersdorf gehörten damals noch die Dörfer Attendorf, Baarsdorf und Ödernitz zur Kirchengemeinde, letzteres wurde 1892 nach der Gründung der Kirchengemeinde Niesky in diese umgegliedert.
Bis 1945 gehörte Nieder Seifersdorf zur Evangelischen Landeskirche der älteren Provinzen Preußens, danach kam die Kirchengemeinde zur Evangelischen Kirche in Schlesien, die später in Evangelische Kirche der schlesischen Oberlausitz umbenannt wurde. Dort gehörte Nieder Seifersdorf zum Kirchenkreis Niesky. Im Januar 2004 schlossen sich die Evangelische Kirche der schlesischen Oberlausitz und die Evangelische Kirche in Berlin-Brandenburg zur Evangelischen Kirche Berlin-Brandenburg-schlesische Oberlausitz zusammen. Am 1. Januar 2007 fusionierten die Kirchenkreise Niesky, Görlitz und Weißwasser zum Kirchenkreis Niederschlesische Oberlausitz. Dieser wiederum schloss sich am 1. Januar 2014 mit dem Kirchenkreis Hoyerswerda zum Kirchenkreis Schlesische Oberlausitz zusammen. Die Kirchengemeinde Nieder Seifersdorf bildet zusammen mit Arnsdorf, Buchholz, Diehsa, Jänkendorf, Melaune, Tettau und Ullersdorf den Pfarrsprengel Waldhufen-Vierkirchen.